# Ferdo Delak
Ferdo Delak (Gorizia, 1905. június 29. – Ljubljana, 1968. január 16.) szlovén rendező, publicista. Gyakorló rendezőként és elméleti szakemberként egyaránt a szlovén avantgárd színházművészet képviselőjeként tartják számon. Az ő nevéhez fűződik a trieszti Szlovén Nemzeti Színház újjáindítása a második világháború után.

## Élete
A Ljubljanai Egyetemen szlavisztikát tanult 1924–1929 között, ezzel párhuzamosan színiiskolába járt (1924–1926) és a Nemzeti Színházban mellékszerepeket játszott (1925–1927). Az 1920-as és 1930-as években Bécsben, Berlinben, Prágában és Párizsban a világ nagy rendezői mellett tanult. Párizsi tartózkodása idején az Olasz Kommunista Párt szlovén tagozatának tagja lett.
1932-ben tért haza, ahol 1932-1933-ban a ljubljanai opera rendezőjeként dolgozott, majd a ljubljanai rádiónál kapott állást. Közben a salzburgi Mozarteum művészeti akadémián tanult, ahol 1935-ben végzett színház-, rádió- és filmrendezés szakon. 1937-től 1937-től a második világháború kezdetéig Belgrád, Újvidék, Szkopje, Banja Luka és Zágráb színházaiban rendezett, A háború alatt Banja Lukában és Eszéken rendezett, mellette részt vett az ellenállási mozgalomban.
1945-ben újjáélesztette a trieszti Szlovén Nemzeti Színházat. 1946–1951 között a zágrábi Horvát Nemzeti Színházban, 1951–1954-ben Rijekában, 1954-1956-ban Banja Lukában rendezett. 1957-ben visszatért vissza Ljubljanába, és 1962-es nyugalomba vonulásáig a Városi Színházban dolgozott.

## Főbb rendezései
Színház
- Ivan Cankar: Jernej szolgalegény igazsága, 1932
- Hašek – Max Brod: Dobri vojak Švejk poseže v svetovno vojno, 1932
- Oton Župančič: Ciciban, 1933
- Karel Čapek: Fehérkór, 1938
- Luigi Pirandello: IV. Henrik, 1939
- Ivan Cankar: Jernejeva pravica, 1945
- Makszim Gorkij: Vassza Zseleznova, 1948

Opera
- Alfred Mahowski: Hlapec Jernej, 1932
- Marjan Kozina: Majda, 1935
- Matija Bravničar: Hlapec Jernej in njegova pravica